# Gás real
Os gases reais são todos os gases existentes na natureza, salvo quando estão em condições de pressão e de temperatura particulares e nestes casos são considerados aproximadamente, para efeitos apenas de cálculos facilitados, como gases perfeitos ou ideais. Em oposição aos gases ideais, os gases reais não podem ser explicados e modelados inteiramente usando-se a lei dos gases ideais.
Os gases nobres, como hélio e o argônio, por serem gases atômicos, não formando normalmente moléculas, são mais próximos dos gases ideais, e por isso, até erroneamente, chamados no passado de "gases perfeitos", pois suas partículas se comportam mais como as características idealizadas e pontuais dos gases ideais.
Para entender-se e modelar-se gases reais diversas condições devem ser consideradas, como:
- Efeitos de compressibilidade;
- Capacidade térmica específica variável;
- Forças de Van der Waals;
- Efeitos de não equilíbrio termodinâmico;
- Problemas com a dissociação molecular e reações elementares com composição variável.

Para a maioria das aplicações, tal análise detalhada é desnecessária, e a aproximação dos gases ideais por ser usada com razoável precisão. Modelos de gases reais tem de ser usados próximos dos pontos de condensação dos gases, próximo do ponto crítico, a altíssimas pressões, e em alguns outros casos menos usuais.
Para tratar-se fisicamente os gases reais, diversas equações de estado adequadas aos gases reais foram propostas:
- Equação do virial;
- Equação de van der Waals;
- Equação de Berthelot;
- Equação de Dieterici.

Introduz-se também o coeficiente de compressibilidade Z para medir a não idealidade dos gases reais.

## Modelos

### Modelo de van der Waals
Gases reais são frequentemente modelados por levar-se em conta seus peso molar e volume molar:
{\displaystyle RT=(P+{\frac {a}{V_{m}^{2}}})(V_{m}-b)}.
Nesta equação P é a pressão, T é a temperatura, R a constante dos gases ideais, e Vm o volume molar. a e b são parâmetros que são determinados empiricamente para cada gás, mas são algumas vezes estimados de sua temperatura crítica (Tc) e pressão crítica (Pc) usando-se estas relações:
{\displaystyle a={\frac {27R^{2}T_{c}^{2}}{64P_{c}}}}
{\displaystyle b={\frac {RT_{c}}{8P_{c}}}}

### Modelo de Redlich–Kwong
A equação de Redlich–Kwong é outra equação de dois parâmetros que é usada para modelar gases reais. É quase sempre mais precisa que a equação de van der Waals, e frequentemente mais precisa que alguma equação com mais que dois parâmetros. A equação é
{\displaystyle RT=P+{\frac {a}{V_{m}(V_{m}+b)T^{\frac {1}{2}}}}(V_{m}-b)}.
Nesta equação a e b são dois parâmetros empíricos que não são os mesmos parâmetros usados na equação de van der Waals.

### Modelo de Berthelot e modelo modificado de Berthelot
A equação de Berthelot é muito raramente usada,
{\displaystyle P={\frac {RT}{V-b}}-{\frac {a}{TV^{2}}}},
mas a versão modificada é algo mais precisa:
{\displaystyle P={\frac {RT}{V}}\left(1+{\frac {9PT_{c}}{128P_{c}T}}{\frac {(1-6T_{c}^{2})}{T^{2}}}\right)}

### Modelo de Dieterici
Este modelo tem deixado de ser usado nos últimos anos
{\displaystyle P=RT{\frac {\exp {({\frac {-a}{V_{m}RT}})}}{V_{m}-b}}}

### Modelo de Clausius
A equação de Clausius é uma equação de três parâmetros muito simples usada para modelar gases:
{\displaystyle RT=\left(P+{\frac {a}{T(V_{m}+c)^{2}}}\right)(V_{m}-b)}.
Nesta equação, {\displaystyle a={\frac {V_{c}-RT_{c}}{4P_{c}}}}, {\displaystyle b={\frac {3RT_{c}}{8P_{c}}}-V_{c}} e {\displaystyle c={\frac {27R^{2}T_{c}^{3}}{64P_{c}}}}.

### Modelo virial
A equação virial deriva de um tratamento perturbativo de mecânica estatística:
{\displaystyle PV_{m}=RT\left(1+{\frac {B(T)}{V_{m}}}+{\frac {C(T)}{V_{m}^{2}}}+{\frac {D(T)}{V_{m}^{3}}}+...\right)}
ou alternativamente
{\displaystyle PV_{m}=RT\left(1+{\frac {B^{\prime }(T)}{P}}+{\frac {C^{\prime }(T)}{P^{2}}}+{\frac {D^{\prime }(T)}{P^{3}}}+...\right)}.
A, B, C, A′, B′, e C′ são constantes dependentes da temperatura.

### Modelo Peng-Robinson
Esta equação de dois parâmetros tem a interessante característica de ser útil em modelar alguns líquidos assim como gases reais:
{\displaystyle P={\frac {RT}{V_{m}-b}}-{\frac {a(T)}{V_{m}(V_{m}+b)+b(Vm-b)}}}.

### Modelo de Wohl
A equação de Wohl é formulada em termos de valores críticos, fazendo-a útil quando constantes de gases reais não estão disponíveis:
{\displaystyle RT=\left(P+{\frac {a}{TV_{m}(V_{m}-b)}}-{\frac {c}{T^{2}V_{m}^{3}}}\right)(V_{m}-b)}
Nesta equação {\displaystyle a=6P_{c}T_{c}V_{c}^{2}}, {\displaystyle b={\frac {V_{c}}{4}}} e {\displaystyle c=4P_{c}T_{c}^{2}V_{c}^{3}}.

### Modelo de Beattie-Bridgeman
A equação de Beattie-Bridgeman é expressa por:
{\displaystyle P=RTd+(BRT-A-{\frac {Rc}{T^{2}}})d^{2}+(-BbRT+Aa-{\frac {RBc}{T^{2}}})d^{3}+{\frac {RBbcd^{4}}{T^{2}}}}.
Nesta equação d é a densidade molar e a, b, c, A, e B são parâmetros empíricos.

### Modelo de Benedict-Webb-Rubin
A equação de Benedict-Webb-Rubin, chamada também chamada equação BWR e algumas vezes referida como equação BWRS:
{\displaystyle P=RTd+d^{2}\left(RT(B+bd)-(A+ad-a{\alpha }d^{4})-{\frac {1}{T^{2}}}[C-cd(1+{\gamma }d^{2})\exp(-{\gamma }d^{2})]\right)}
Onde d é a densidade molar e a, b, c, A, B, C, α, e γ são parâmetros empíricos.